# Гарольд и фиолетовый мелок (фильм)
«Га́рольд и фиоле́товый мело́к» (англ. Harold and the Purple Crayon) — американский фильм 2024 года режиссёра Карлуса Салданьи. Фильм основан на одноименной детской книге «Гарольд и фиолетовый мелок», написанной Крокеттом Джонсоном, в фильме примут участие Закари Ливай, Зоуи Дешанель, Лил Рел Хауэри и Рави Патель.
Премьера фильма состоялась 21 июля 2024 года в Калвер-Сити, в широкий прокат фильм вышел 2 августа 2024 года.

## Сюжет
Мальчик по имени Гарольд приступает к волшебной миссии с помощью своего фиолетового мелка.

## В ролях
- Закари Ливай[2]
- Зоуи Дешанель[3]
- Лил Рел Хауэри[4]
- Рави Патель[англ.][5]
- Камилл Гуати[6]
- Таня Рейнольдс[7]
- Пит Гарднер[англ.][8]

## История создания

### Ранние попытки экранизаций
В 1992 году Джон Карлос основал семейную кинокомпанию Wild Things Productions вместе с Морисом Сендаком, сценаристом и иллюстратором книги «Там, где живут чудовища». Они приобрели права на другие детские книги, в том числе «Гарольд и фиолетовый мелок», автором которой был Крокетт Джонсон наставник Сендака. Сендак и Дениз Ди Нови были продюсерами. Примерно в 1994 году кинорежиссёр Майкл Толкин был приглашен для написания сценария, а Генри Селик должен был стать режиссёром, но Селик перешел к режиссированию фильма «Джеймс и гигантский персик». Карлос выбрал Спайка Джонза для разработки фильма, сочетающего живое действие и анимацию. В процессе разработки упоминался бюджет от 25 до 50 миллионов долларов. Дэвид О. Расселл был привлечен, чтобы помочь с переписыванием сценария. Началась работа над несколькими сценариями, актёрским составом, раскадровками и анимацией, но Джонзу пришлось отказаться от проекта после более года работы над ним, когда новое руководство TriStar Pictures отменило его, за два месяца до основного съёмочного периода.
В феврале 2010 года стало известно, что кинокомпаний Columbia Pictures, Sony Pictures Animation и Overbrook Entertainment компания основанная Уиллом Смитом начинают разрабатывать компьютерно-анимационную адаптацию фильма «Гарольд и фиолетовый мелок», продюсерами которого станут Смит и Джеймс Ласситер, а сценарий напишет Джош Клауснер. Фильм повествует о мальчике по имени Гарольд, который использует свой волшебный фиолетовый мелок, чтобы уйти в свой собственный мир фантазий, но вскоре понимает, что он был эгоистичен со своим мелком. Поэтому он затем использует его, чтобы помочь своим родителям и другим, и даже отправиться на миссию на Марс. В декабре 2016 года сообщалось, что сценарий фильма также будет написан Далласом Клейтоном. Фильм по-прежнему будет разрабатываться Columbia Pictures и будет распространяться Sony Pictures Releasing.

### Возрождение проекта
1 февраля 2021 года стало известно, что Закари Ливай исполнит главную роль в фильме, хотя не было указано, какую роль он исполнит. Также было объявлено, что Карлус Салданья был назначен режиссёром нового фильма и что Дэвид Гайон и Майкл Хандельман заменили Клауснера и Клейтона в качестве сценаристов, а Джон Дэвис спродюсировал его под своим названием Davis Entertainment. Также Зоуи Дешанель и Лил Рел Хауэри были объявлены участниками актёрского состава.
Съёмки фильма проходили примерно в начале 2022 года в Атланте в штате Джорджия. Мало что было объявлено о сюжете или о том, какие роли будут играть актёры.

### Музыка
Бату Сенер, который ранее исполнял дополнительную музыку к фильмам, написанную Джоном Пауэллом, с которым Салданья часто сотрудничал, начал исполнять музыку для фильма.

## Премьера
Премьера фильма в кинотеатрах состоялась 2 августа 2024 года. Ранее его премьера была запланирована на 27 января 2023 года, и на 30 июня 2023 года.

### Рекламная кампания
Sony Pictures показал кадры из фильма в рамках предстоящего выпуска на CinemaCon в апреле 2022 года.